# Kévin Menaldo
Kévin Menaldo (Francia, 12 de julio de 1992) es un atleta francés, especialista en la prueba de salto con pértiga en la que llegó a ser medallista de bronce europeo en 2014.

## Carrera deportiva
En el Campeonato Europeo de Atletismo de 2014 ganó la medalla de bronce en el salto con pértiga, con un salto por encima de 5.70 metros, tras su compatriota francés Renaud Lavillenie (oro con 5.90 m), el polaco Paweł Wojciechowski (plata con 5.70 m pero en menos intentos), y empatado con el checo Jan Kudlička.